# Rissoa similis
Rissoa similis is een slakkensoort uit de familie van de Rissoidae. De wetenschappelijke naam van de soort is voor het eerst geldig gepubliceerd in 1836 door Scacchi.